# 在マルセイユ日本国総領事館
在マルセイユ日本国総領事館（フランス語: Consulat général du Japon à Marseille、英語: Consulate-General of Japan in Marseille）は、フランス第二の都市マルセイユに設置されている日本の総領事館である。2023年より、北川洋が総領事を務めている。

## 沿革
- 1874年、在マルセイユ日本帝国領事館（フランス語: Consulat du Japon à Marseille、英語: Consulate of Japan in Marseille）が開設される[1]。
- 1883年、領事館が閉鎖される[1]。
- 1919年7月28日、領事館が再開される[1]。
- 1944年8月18日、第二次世界大戦の影響により、領事館が再度閉鎖される[1]。
- 1945年8月15日、日本時間の正午に玉音放送が流され、終戦を迎える。
- 1951年、日本国との平和条約（サンフランシスコ講和条約）締結により、日本とフランスの間の戦争状態が終結。
- 1952年、日本の独立回復により両国間の国交が回復[1]。
- 1979年、閉鎖していたマルセイユの領事館が在マルセイユ日本国総領事館として再開される[1]。
- 2022年9月、総領事館がアンブール（ハンブルク）通り70番地からマルセイユ市内のミシュレ大通り（フランス語版）132番地へ移転[2]。

## 所在地
| 日本語     | 〒13008 マルセイユ市ミシュレ大通り132番地「132ミシュレ」ビル4階                |
| フランス語 | Bâtiment « 132 Michelet » 4ème étage, 132, boulevard Michelet, 13008 Marseille |

## 管轄地域
プロヴァンス＝アルプ＝コート・ダジュール地域圏、オクシタニー地域圏、コルス地方公共団体を管轄している。